# Inna Dorofeieva
Inna Borysivna Dorofeieva  (en ucraniano: І́нна Бори́сівна Дорофе́єва; Chugúyev, Óblast de Járkov, 7 de junio de 1965) es una bailarina de ballet ucraniana. En 1997, fue galardonada con el título de Artista del Pueblo de Ucrania.

## Biografía
En 1979, Dorofeieva se graduó de la Escuela Coreográfica de Járkov, donde estudió con la maestra Natalia Zadesenets. En 1983, se graduó de la Escuela Coreográfica Estatal de Kiev, donde fue enseñada por Varvara May. En la década de 1980, Dorofeieva trabajó en el Teatro Académico Estatal de Ópera y Ballet de Donetsk. En 1993-95, fue la solista principal del ballet de la Deutsche Oper am Rhein, Düsseldorf. En los Estados Unidos, trabajó bajo la dirección del coreógrafo Vladímir Shumeikin. En 2001, se graduó de la Universidad Nacional de Cultura y Artes de Kiev. En Donetsk, junto con su esposo Vadym Pysarev, creó una escuela coreográfica y el «Festival Mundial de Estrellas de Ballet». En 2014, se mudó a Járkov, donde trabajó por primera vez en la Escuela Coreográfica de Járkov y, en octubre del mismo año, aceptó una invitación de la dirección del Teatro de Ópera y Ballet Lysenko Járkov para convertirse en su coreógrafa-tutora. Desde 2016, Dorofeieva ha sido la directora artística del ballet del Teatro Académico Nacional de Ópera y Ballet de Járkov que lleva el nombre de Mykola Lysenko.
Dorofeieva y Pysarav tienen tres hijos. Su hijo mayor, Andrey, también es bailarín de ballet. Recientemente, ganó una medalla de oro en el XI Concurso Internacional de Ballet en Moscú.

## Premios y distinciones
- 1984: Laureado del Primer Concurso Republicano de Artistas de Ballet
- 1990: Laureado del Concurso Internacional de Ballet (Jackson, Misisipi)
- 1997: Artista del Pueblo de Ucrania
- 2003: Diploma del Gabinete de Ministros de Ucrania[6]
- 2007: Orden de la Princesa Olga, tercera clase[7]
- 2008: Orden de la Princesa Olga, segunda clase[8]